# Camille Poul
Camille Poul (1982), é uma cantora lírica soprano francesa.

## Formação musical
Camille Poul é formada pelo Conservatório Nacional Superior de Música e Dança de Paris com repertório lírico e pelo Conservatoire de Musique de Caen com um repertório barrroco. Ela é também flautista de formação. Desde cedo ela canta como solista sobre controle da Seine Maritime de Rouen.

## Carreira
Em 2013, ela performou o papel principal em Hippolyte et Aricie em Glyndebourne.  Ela começou sua carreira de solista com o grupo Les Musiciens du Paradis, dirigido por Alain Buet.
Camille Poul apresenta-se com Jean-Paul Pruna e Célimène Daudet no piano, e com Maude Gratton e François Guerrier no cravo e no pianoforte.
Ela atua sob a direção de condutores como Emmanuelle Haïm, William Christie, René Jacobs, Jean-Christophe Spinosi, Stephane Denève, Giuseppe Grazzioli, Gerard Korsten, David Reiland, Damien Guillon, Vincent Dumestre, Jean-Claude Malgoire ou David Stern.

## Discografia
- The Child and Spells, SWR Stuttgart dirigido por Stéphane Denève (Brilliant Classics)
- A Primeira Dama dos Mistérios da Isis (versão pastiche da Flauta Mágica de Lachnitt-Mozart),  da gravadora Glossa
- Urgande em Amadis de Lully, da gravadora Music at the Chabotterie,
- A Segunda Graça, de Orfeo de Belli (rótulo alfa), o papel principal de Maddalena ai piedi di Cristo de Caldara,
- Michel de La Barre (Julie, rótulo Agogic)
- A incoronazione di Poppea (Virgin Classics) e Love and Palès em Cadmus e Hermione de Lully (rótulo Alpha)